# Sénégali de Jackson
Cryptospiza jacksoni
Espèce
Répartition géographique
Statut de conservation UICN

 LC  : Préoccupation mineure
Le Sénégali de Jackson (Cryptospiza jacksoni) est une espèce de passereau appartenant à la famille des Estrildidae.